# Waza (Berta)

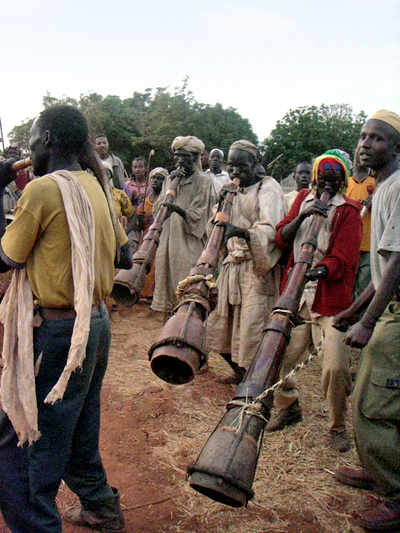
Waza-Orchester im Gebiet Komosha südwestlich des Blauen Nil in der westlichen Tiefebene Äthiopiens

Waza ist eine endgeblasene Naturtrompete der Berta an der Grenze von Sudan und Äthiopien. Ein waza-Trompetenensemble besteht aus zehn bis zwölf Musikern, von denen jeder einen Ton produziert. Trompetenmusik genießt die höchste Wertschätzung in der Berta-Gesellschaft und wird bei öffentlichen Ereignissen und großen Familienfeiern aufgeführt.

## Bauform
Die waza der Berta in der sudanesischen Provinz an-Nil al-azraq und der äthiopischen Verwaltungsregion Benishangul-Gumuz bestehen aus einem dicken konischen Rohr aus mehreren, langoval gewachsenen Kürbissen. Deren Fruchtschalen härten beim Trocknen zu Kalebassen aus, die an beiden Seiten aufgeschnitten werden, sodass annähernd zylindrische Röhren entstehen. Die einzelnen Segmente werden mit zunehmendem Durchmesser passgenau ineinandergeschoben und verklebt. Die Trompeten 1 bis 8 bestehen aus drei oder vier Kalebassen. Für die Trompete 9 werden sechs und für die Trompete 10 mehr als sechs Kalebassen benötigt. Der Instrumentenbauer, der üblicherweise einen ganzen Satz herstellt, fertigt zuerst die kleinste Trompete und bemisst nach deren Länge und Tonhöhe alle anderen Trompeten. Vor Spielbeginn wird Wasser in die Röhren gegossen, um durch das Aufquellen der Kalebassen mögliche undichte Stellen zu schließen.
Zur Stabilisierung dienen bei den längeren Trompeten zwei oder mehr Bambusleisten, die außen angelegt und durch Umwicklungen von Pflanzenfasern an mehreren Stellen fixiert werden. Am oberen Ende ist ein Trichtermundstück mit einem Durchmesser von 4 bis 6 Zentimetern aufgesteckt, das ebenfalls aus einer Kalebasse besteht. Die nicht standardisierten Gesamtlängen betragen zwischen etwa 45 und 200 Zentimeter. Die unterschiedlichen Größen haben bei einem Ensemble mit zehn Instrumenten folgende Namen:
1. waz alu, 45 Zentimeter
2. tere, 55 Zentimeter
3. mepe palu, 60 Zentimeter
4. shoro pala, 70 Zentimeter
5. gino oqi dañe, 80 Zentimeter
6. shiñir balla, 110 Zentimeter
7. asesehu, 110 Zentimeter
8. nupe pali dañe, 170 Zentimeter
9. gino oqi dañe, 200 Zentimeter
10. shore dañe, 200 Zentimeter.

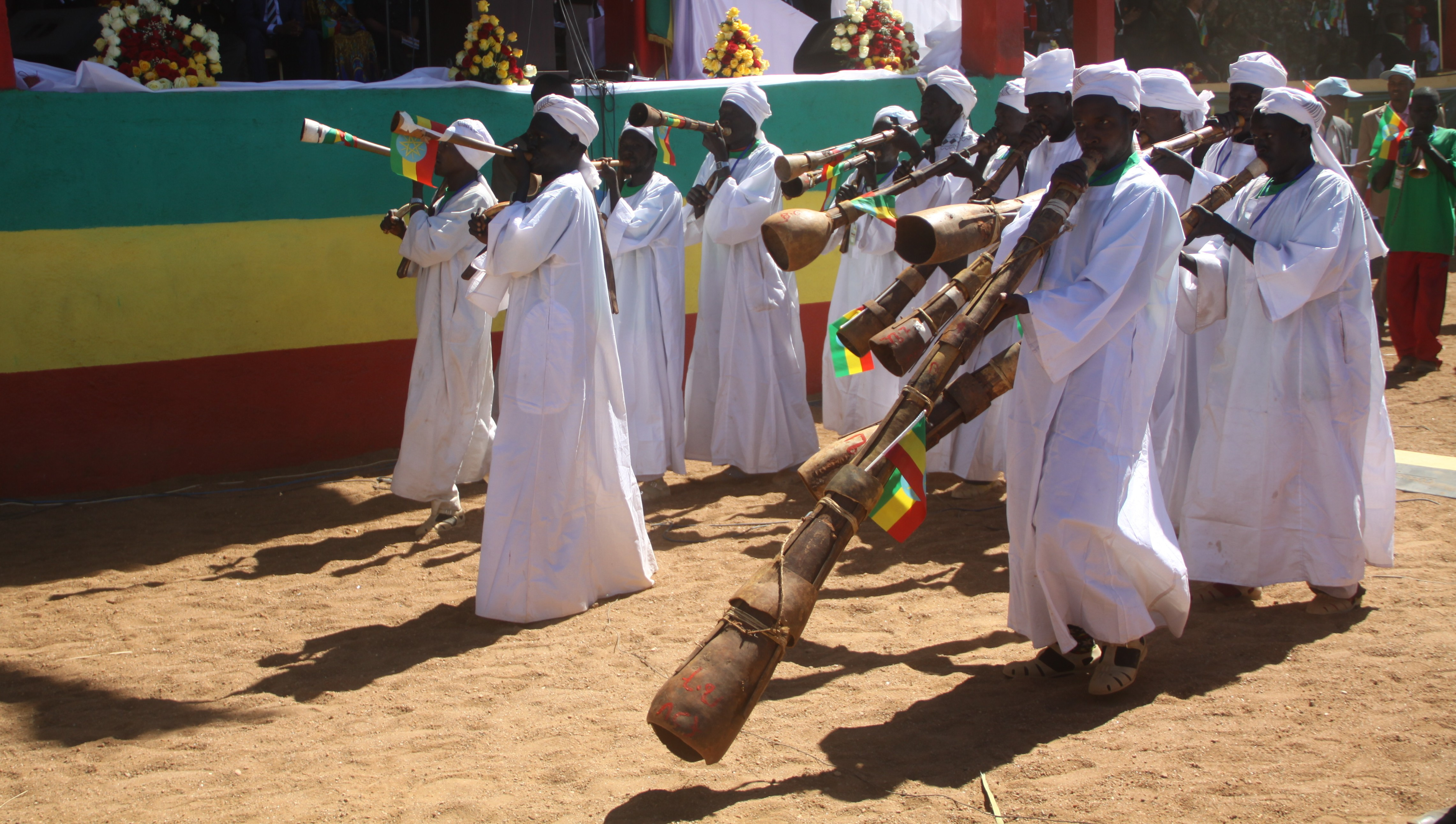
Waza-Ensemble in der äthiopischen Region Benishangul-Gumuz

Diese Namen sind regional bei den einzelnen Berta-Gruppen unterschiedlich. Für ein Ensemble mit zwölf Trompeten wurden andernorts folgende Namen genannt:
1. waza al meser, „erste waza“, 40 Zentimeter
2. adolo bala, „kleines Blatt“, 46 Zentimeter
3. waza alu, „wichtige waza“, 56 Zentimeter
4. mushung bala, „kleines Mädchen“, 66 Zentimeter
5. nely bala, „kleine Frau“, 77 Zentimeter
6. shinir bala, „kleiner Esel“, 86 Zentimeter
7. adodo, „Blatt“, 96 Zentimeter
8. agondo, „wildes Tier“, 108 Zentimeter
9. asezagu, „Rassel“, 120 Zentimeter
10. nely dang, „große Frau“, 140 Zentimeter
11. shinir dang, „großer Esel“, 155 Zentimeter
12. agrush, „lauter Ton“, 175 Zentimeter

## Verbreitung
Diese Bauform der Kalebassentrompete ist einzigartig. Die benachbarten äthiopischen Oromo kennen eine Metalltrompete turumba, die Kaffa eine hoora aus Holz und die Aari (Shankilla) ein quer geblasenes Kuhhorn, das nur solo gespielt wird.
Ferdinand J. de Hen berichtet 1960 von einer 90 Zentimeter langen, längsgeblasenen Kalebassentrompete beim Volk Logo im Nordosten des Kongo. Bei dieser agolora, akoti oder kanga genannten Trompete waren drei Kalebassen in Reihe mit Lehm verbunden. Acht oder neun agolora wurden in einem Ensemble gespielt. Für jede der sorgfältig aufeinander abgestimmten Trompeten wurde ein eigener Name angegeben. Die Logo kannten ansonsten nur Schlaginstrumente.
Ensembles aus mehreren, einen Ton produzierenden Blasinstrumenten gehören ansonsten zur Tradition der zentralafrikanischen Bandas. Bei den Dakpa, einer Untergruppe der Bandas besteht das Orchester aus 13, mbaya genannten Längstrompeten aus Holz, die zwischen etwa 30 und 170 Zentimeter lang sind. Teil der höfischen Zeremonialmusik in Uganda war ein Ensemble aus mehreren Quertrompeten (amakondere). Die meisten der aus Kalebassen und teilweise einem Tierhorn bestehenden amakondere besitzen ein Fingerloch am oberen Ende und können zwei Töne hervorbringen. Sie wurden früher nur bei bedeutenden Anlässen wie der Amtseinführung eines neuen Herrschers (Omukama) geblasen. Vergleichbare Ensembles hatten auch an den Höfen anderer Reiche im Zwischenseengebiet rituelle Funktionen. Aus zwei schlanken Kalebassen bestand früher die konische Längstrompete eggwara oder kawunde der Baganda in Uganda. Sie wurde zur Unterhaltung des Herrschers am Königshof verwendet. Die Holztrompete pororessa bei den Wolaytta in Südwestäthiopien war etwa 1,5 Meter lang und ist vermutlich nicht mehr im Einsatz. Quer geblasene Elfenbeintrompeten gehörten außerdem zu den kostbaren Insignien der Herrscher. In Südafrika gab es vereinzelt Ensembles mit mehreren quer geblasenen Antilopenhörnern phalaphala. Beim Rohrflötentanz tshikona der Venda in Südafrika produzieren bis zu 20 Eintonflöten (nanga) die Melodie.
Bis heute kommen in der näheren Region einige Ensembles mit Längstrompeten vor. Die dussul der Nymang, einer zu den Nuba gehörenden Gruppe im Süden des Sudan, besteht aus vier bis sechs Kalebassen, die in nach unten zunehmender Größe ineinandergesteckt und verklebt sind. Die Gesamtlänge einer dussul beträgt 80 bis 125 Zentimeter, vier Instrumente bilden ein Ensemble. Eine seltene Längstrompete aus mehreren kugelförmigen Kalebassen ist die abu der Luo in Kenia. Die 30 bis 40 Zentimeter lange Längstrompete kanga in den Nuba-Bergen besteht aus einer leicht gebogenen konischen Kalebasse. Vier bis fünf Längstrompeten aus flaschenförmigen Kalebassen bilden das penah-Ensemble der Gumuz an der sudanesisch-äthiopischen Grenze. Dieses Ensemble dient zusammen mit der fünfsaitigen Leier sangwa zur Gesangsbegleitung.

## Spielweise

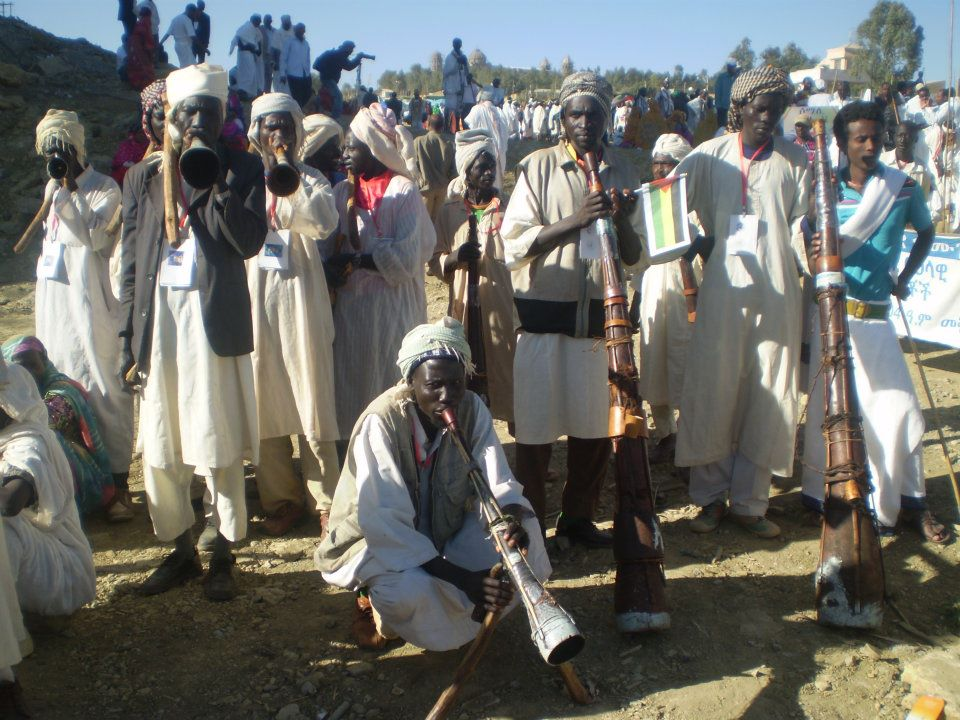
Waza-Spieler bei einem großen Straßenfest in Äthiopien.

Trompeten und Flöten werden bei den Berta nur von Männern gespielt, während Gesang und Tanz der Bereich der Frauen ist. Ein waza-Orchester setzt sich aus zehn oder mehr Trompetenspielern zusammen, die in zwei gleich große Gruppen aufgeteilt werden und von denen jeder nur einen Ton produzieren kann. Die erste Trompete leitet das Orchester, sie wird wazalu genannt, von waza alu, „Kopf der Waza“. Gelegentlich kommen noch zwei kleinere Trompeten hinzu, die mušāhir heißen. Die Trompeten werden mit der linken ausgestreckten Hand von unten gehalten, die rechte Hand greift über das obere Ende des Rohrs. Die Musiker produzieren selbst den begleitenden Rhythmus, indem Spieler eins bis fünf mit Aststücken (bali), die über ihren rechten Schultern hängen, auf ihre Trompeten schlagen. Die anderen verwenden hierzu Kuhhörner (bulung). Der siebte Trompeter bringt die Kalebassenrassel asoso (oder asezaghu) zum Einsatz. Vier bis sechs Tänzerinnen tragen Rasseln (atitish) an den Beinen, die aus den getrockneten Kapseln der gleichnamigen Baumfrucht bestehen. Damit sorgen sie für den Taktschlag, zeitweilig bilden sie den Chor.
Zu Beginn singt eine Frau ein- oder zweimal ein Lied, damit sich die Trompeter in die Melodie einfinden können. Dann setzt der wazalu-Spieler ein, indem er den Grundschlag mit dem Aststück (bali) vorgibt und nachfolgend seinen Trompetenton in einer rhythmischen Folge spielt. Der zweite Trompeter organisiert durch seine Tonfolge eine kreuzrhythmische Struktur, die von den weiteren Spielern nochmals überlagert wird. Entscheidend ist der Einsatzpunkt der Trompeter, der bei neuen Stücken mehrmals geübt werden muss. Die beiden Gruppen sind nach hoch und tief klingenden Instrumenten unterteilt, sie spielen nicht immer exakt zusammen. Dennoch entsteht ein fließender Rhythmus, den Gerhard Kubik mit Swing verglich.

## Kulturelle Bedeutung
Die Musik der Berta lässt sich in fünf Kategorien einteilen: Lieder zur Unterhaltung werden mit der fünfsaitigen Leier abangaran begleitet. Mehrere Flöten (bolo) prägen den Musikstil bolo shuru. Die Musik der Flöten bal (bol) und der aus der arabisch-islamischen Kultur stammenden Kesseltrommeln naggaro (negero) wird bal naggaro (bol negero) genannt. Ein typisches bal naggaro-Ensemble besteht aus 19 Flöten und einer Kesseltrommel, zu denen noch zwei waza kommen können. Zum hokke-Erntefest gehören eigene Tanzlieder.
Einen besonderen Rang nehmen die waza-Orchester ein, die ursprünglich Statussymbole der Herrscher waren und nur zu rituellen Anlässen aufspielten. In dieser Funktion stehen die Kalebassentrompeten der Berta mit den langen schlanken Trompeten in Beziehung, die im nördlichen islamisierten Afrika zur Repräsentation des Königs oder des Stammesoberhauptes dienen und dessen Anwesenheit ankündigen. Hierzu gehören unter anderem die Metalltrompete kakaki der Hausa, die zwei Meter lange Messingtrompete kankangui in Benin, die malakat aus Holz (Bambus) und Metall in Äthiopien und die marokkanische nafir aus Messing oder Kupfer. Alle genannten Trompeten sind ventillos und bringen maximal zwei Töne hervor.
Heute stellen die Aufführungen der waza-Orchester ein feierliches Ereignis für die Dorfbevölkerung dar und finden meist nach Sonnenuntergang auf dem zentralen Platz statt. Die waza werden im Haus des Dorfältesten oder eines religiösen Oberhauptes aufbewahrt.

## Diskografie
- Music of the Berta from the Blue Nile, Sudan. CD herausgegeben von Artur Simon. Museum Collection Berlin / Wergo. SM 17082, 2002
- Sudan II – Music of the Blue Nile Province; The Ingessana and Berta Tribes. CD der UNESCO Collection, Bärenreiter/Musicaphon BM 30 SL 2313, 1986